# Raffaele Calzini
Raffaele Calzini (Milano, 29 dicembre 1885 – Cortina d'Ampezzo, 1953) è stato un giornalista, critico d'arte, critico letterario, critico cinematografico, scrittore e traduttore italiano, vincitore del Premio Viareggio nel 1934.
Frequentò la facoltà di legge presso l'Università di Pavia senza però esercitare in seguito la professione forense. Viaggiò molto per completare la propria cultura in Francia, Inghilterra, Spagna, Grecia e Turchia. Durante la Prima guerra mondiale fu ufficiale di fanteria nell'Armata d'Oriente su fronte di Monastir, poi in Italia presso il Comando Supremo e, finita la guerra, in missione politica in Austria-Ungheria e in Boemia.
L'attività letteraria del Calzini cominciò con la collaborazione al giornale La Perseveranza e la rivista Emporium dove si occupò di svariati temi fra cui evocazioni storiche di epoce, personaggi e luoghi. Da questa esperienza compose due novelle, La vedova scaltra e L'istoria di due santi, poi pubblicate su La lettura e La nuova Antologia, che attirarono l'attenzione di pubblico e critica.
Negli anni '40 svolse anche l'attività di critico cinematografico sulla rivista Film.

## Opere
- Fornara, Milano, Amilcare Pizzi, 1949
- Milano fin de siècle : 1890-1900, illustrazioni di Sandro Angelini, Milano, U. Hoepli, 1946
- Edmea, Milano, A. Mondadori, 1945
- La bella italiana : da Botticelli a Spadini, Milano, Editoriale Domus, 1945
- Gloria, Milano, Garzanti, 1945
- G. Amisani: con otto tavole a colori, Istituto Italiano d'Arti Grafiche, 1942
- Amanti, Milano, A. Mondadori, 1941
- Lampeggia al Nord di Sant'Elena, Milano, Garzanti, 1941
- Il taciturno, Milano, A. Mondadori, 1939
- Trionfi e disfatte di nuova York, Milano, Ceschina, 1937
- Agonia della Cina, Milano, A. Mondadori, 1937
- La commediante veneziana, Milano, Mondadori, 1935
- La bella italiana da Botticelli al Tiepolo, ibid. 1935
- Segantini, romanzo della montagna, Milano, A. Mondadori, 1934
- Un cuore e due spade, Milano, Bestetti e Tumminelli, 1932
- Giovanni Greppi, Série des grands architectes, Éditions  "Les Archives Internationales", Genève, 1932
- Paolo Vietti Violi, Série des grands architectes, Éditions "Les Archives internationales", Genève, 1932
- Giuseppe Amisani, Edizioni del Poligono, 1931
- La collana d'ambra, Milano, Treves, 1928
- Giorgio Lukomski, pittore russo, (1923)
- La tela di Penelope, Roma, A. Mondadori, 1922
- La Uberto dell'Orto pittore, Roma-Milano 1921
- L'amore escluso, Milano, Ed. Sonzogno, 1920